# Georg Haberkern

Georg Haberkern

Georg Haberkern (* 4. April 1899 in Spalt; † 20. Juni 1945 bei Georgensgmünd) war ein deutscher SA-Brigadeführer (1943), NS-Funktionär und Mitglied des Reichstags. 

## Werdegang
Haberkern besuchte von 1905 bis 1913 eine Volks- und Bürgerschule. Der gelernte Fleischer nahm von 1917 bis 1918 als Soldat der Deutschen Armee am Ersten Weltkrieg teil. Im Jahr 1920 wurde er aus der Reichswehr entlassen und arbeitete als Fleischer in Nürnberg. Zum 1. November 1928 trat er der NSDAP bei (Mitgliedsnummer 102.368) und wurde Ortsgruppenleiter der Partei in Nürnberg. Haberkern war zudem auch Mitglied der SA. Ab 1932 arbeitete er als selbstständiger Fleischermeister.
Haberkern wurde 1933 Gauinspektor für den Gau Franken und ebenfalls 1933 Stadtrat in Nürnberg. Dies blieb er bis 1935 und wurde anschließend Ratsherr. Haberkern, Gastwirt in der „Blauen Traube“, leitete zudem die Wirtschaftsgruppe Gaststätten- und Beherbungsgewerbe in Nordbayern. Am 1. Mai 1937 wurde er zum SA-Standartenführer und am 30. Januar 1941 zum SA-Oberführer befördert. Haberkern war mit Oswald Rothaug, dem Direktor des Sondergerichts in Nürnberg, befreundet. Von April 1942 bis zum Frühjahr 1945 gehörte Haberkern als Nachrücker für Georg Gradl dem nationalsozialistischen Reichstag für den Wahlkreis 26 (Franken) an. Außerdem war er Mitglied des Aufsichtsrats der Bayrischen Gemeindebank-Girozentrale. Nach Kriegsende beging Haberkern Suizid bei Georgensgmünd.